# 克雷姆內河 (熱雷夫河支流)
克雷姆内河（烏克蘭語：Кремне），是烏克蘭的河流，位於該國北部，屬於熱雷夫河的右支流，發源自奧梅盧沙，流經日托米爾州，河道全長23公里，流域面積248平方公里。